# Maria Tudor, Condessa de Derwentwater
Maria Tudor (em inglês:  Mary; Londres ou Middlesex, 16 de outubro de 1673 – Paris, 5 de novembro de 1726) foi uma nobre e atriz britânica. Ela foi a filha ilegítima do rei Carlos II de Inglaterra e de sua amante, Moll Davis. Foi condessa de Derwentwater como esposa de Edward Radclyffe, 2.º Conde de Derwentwater.

## Família
Os seus avós paternos eram Carlos I de Inglaterra e Henriqueta Maria de França. Possivelmente, a mãe dela era uma filha ilegítima de Tomás Howard, 3.º Conde de Berkshire, bisneto de Tomás Howard, 4.º Duque de Norfolk (primo da rainha Isabel I de Inglaterra) e de sua segunda esposa, Margarida Audley. Outros, contudo, acreditavam que Moll (nascida Mary) era filha de um ferreiro.
Maria teve diversos meio-irmãos ilegítimos nascidos das amantes do pai.

## Biografia
Maria cresceu na casa à sudeste de St James's Square (comprada pela mãe por £1.800 no mesmo mês em que ela nasceu) próximo a St. James's Park e do Palácio de Whitehall.
Desde jovem, ela esteve cercada pela alta sociedade da Restauração, incluindo nobres, atores, dramatistas, artistas e poetas. Maria seguiu os passos da mãe, e começou a atuar desde jovem. Assim, ela participou de várias apresentações na corte do pai. Aos 9 ou 10 anos, Maria cantou a parte do Cupido ao lado da mãe, que estava interpretando Vênus, na peça Venus and Adonis. Essa apresentação, provavelmente, foi uma forma de reconhecer Maria, de maneira formal, como um membro da família real.
Aos 7 anos, em 10 de dezembro de 1680, Maria recebeu, em reconhecimento da sua paternidade, o nome Tudor (uma referência à descendência colateral da Casa de Stuart), além da precedência da filha de um Conde, a distinção de Lady. Alguns anos depois, em setembro de 1683, Maria recebeu uma anuidade de £1.500.
No dia 18 de agosto de 1687, aos 13 anos, Maria se casou com Edward Radclyffe, o futuro conde de Derwentwater, de 31 anos, filho de Francis Radclyffe, 1.º Conde de Derwentwater e de Catherine Fenwick. Eles tiveram quatro filhos. 
Edward se tornou o novo conde em abril de 1697, com a morte do pai. Em 6 de fevereiro de 1700, Maria se separou oficialmente do marido, ou porque ele era católico e ela se recusou a converter-se, ou porque ela era infiel. O conde faleceu em 29 abril de 1705.
Logo após a morte dele, a condessa viúva se casou com Henry Graham, herdeiro da propriedade de Westmorland, em 23 de maio de 1705. Houve o rumor de que os dois já estavam morando juntos antes do casamento, após a separação da condessa. Henry era filho do coronel James Graham e de Dorothy Howard, que também era descendente do 4.º duque de Norfolk e de sua segunda esposa. O casal não teve filhos. Henry faleceu em 1707.
Pouco tempo depois de ficar viúva novamente, em 1707, Maria se casou com o major Thomas Rooke, filho do major general Heyman Rooke, em 26 de agosto do mesmo ano. Eles tiveram apenas uma filha.
A antiga condessa se mudou para Paris em data desconhecida, onde morreu em 5 de novembro de 1726, aos 53 anos. O seu local de enterro é desconhecido. O viúvo dela faleceu apenas em 1773.

## Descendência
Do primeiro casamento:
- James Radclyffe, 3.º Conde de Derwentwater (28 de junho de 1689 – 24 de fevereiro de 1716), sucessor do pai, que participou do Levante jacobita de 1715, motivo pelo qual foi executado por traição. Foi casado com Anna Maria Webb, com quem teve dois filhos;
- Francis Radclyffe (2 de fevereiro de 1691 – 15 de maio de 1715), não se casou e nem teve filhos;
- Charles Radclyffe (3 de setembro de 1693 – 11 de dezembro de 1746), assim como o irmão, esteve envolvido na rebelião de 1715, e, em 1716, escapou da prisão em Newgate junto com outros 13 jacobitas. Ele passou a usar o título de conde de Derwentwater após 1731. Foi secretário de Carlos Eduardo Stuart. Foi o segundo marido de Charlotte Maria Livingston, 3.ª Condessa de Newburgh, com quem teve três filhos;
- Mary Tudor Radclyffe (6 de outubro de 1697 – 16 de março de 1756), não se casou e nem teve filhos.

Do terceiro casamento:
- Margaret Frances Disney Rooke (21 de abril de 1721 – 4 de novembro de 1776), foi esposa de William Sheldon, com quem teve dois filhos.